# Mehdi Courgnaud
Mehdi Courgnaud (Romorantin-Lanthenay, 21 novembre 1990) è un calciatore francese, centrocampista o attaccante del Joué.

## Carriera
Nella stagione 2011-2012 ha giocato 11 partite in Ligue 1 con il Digione.